# 信号山 (开普敦)

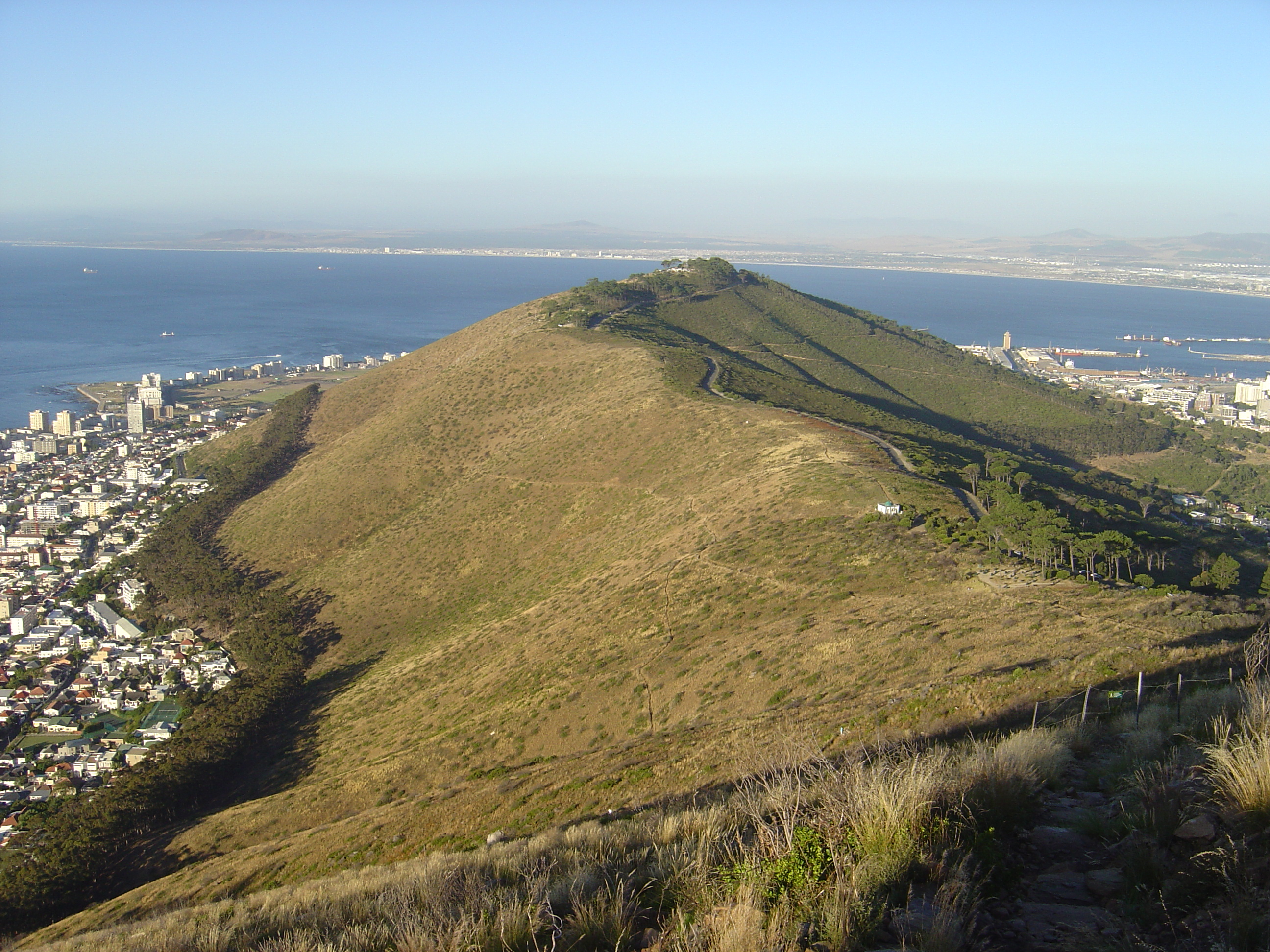
Signal hill

信號山（英語：Signal Hill）是開普敦一个很顯著的地標。 它位於桌山的西側，是桌山山脈延伸部分。與位於其左邊的獅子頭山頂連在一起，看起來像是古埃及的獅身人面像。信號山海拔大約350米，向南依次可以看到獅山、桌山，向北可以俯瞰桌灣，向西南可以看到大西洋。向東可以俯瞰開普敦老城區。
信號山得名與它最初的用途：用信號旗幟與附近海面上的船只聯繫，指示出天氣情況以及船只的停靠。